# Uğur Yıldırım
Uğur Yıldırım (* 5. August 1982 in Apeldoorn) ist ein niederländisch-türkischer Fußballspieler.

## Laufbahn
Yıldırım stieß 2000 aus der Jugend der Go Ahead Eagles Deventer zum Profikader. Dort etablierte er sich schnell und wurde zum Stammspieler. In der Eerste Divisie machte er auf sich aufmerksam, als ihm 2002/03 18 Tore und in der folgenden Saison 19 Tore gelangen.
2004 wurde Yıldırım daher vom Erstligisten SC Heerenveen verpflichtet. Hier wurde er auf Anhieb Stammspieler.
Yıldırım, der sowohl die niederländische als auch die türkische Staatsbürgerschaft besitzt, musste sich Anfang 2005 entscheiden, in welcher Nationalmannschaft er antreten möchte. Marco van Basten und Ersun Yanal luden ihn jeweils zur Landesauswahl ein. Yıldırım entschied sich für die niederländische Auswahl und hatte sein bisher einziges Länderspiel am 9. Februar 2005, als er im Spiel gegen England in der 64. Minute für Romeo Castelen eingewechselt wurde. Zur Saison 2007/2008 wechselte er in die Türkei zu Gaziantepspor, wonach er im Frühjahr 2008 nach Sivasspor wechselte.
Bei einem Freistoßwettbewerb im spanischen Marbella, der von den Veranstaltern als Freistoß-Weltmeisterschaft tituliert wurde, konnte Yıldırım den Titel – und damit ein Luxusauto – gewinnen. Dabei schlug er unter anderem Zinédine Zidane.